# Rozum
Rozum je schopnost lidské mysli zobecňovat jednotlivé zkušenosti, pracovat s abstraktními pojmy a činit závěry z předpokladů. V běžném užití má však slovo rozum a od něj odvozené přídavné jméno rozumný širší význam (např. „měj rozum“, „rozumná cena“, „rozumné chování“). Etymologicky je slovo rozum postverbale slovesa rozuměti, a to již v praslovanštině. Znamenalo patrně chápavost, schopnost porozumět.

## Rozum ve filosofii
Rozum je jeden z nejdůležitějších filosofických termínů a jeho chápání i hodnocení se u jednotlivých myslitelů a škol liší.

### Rozlišení pojmů
Platón rozlišil dvojí roli rozumu a zavedl pro ně řecká označení noésis jako „nahlížení věčných podstat“ a dianoia jako rozmysl či rozvažování v praktických otázkách. Dvojice noésis – dianoia se pak v latinské tradici vyskytuje jako ratio a intellectus a u Immanuela Kanta jako Vernunft (rozum) a Verstand (praktický rozum, rozvažovací schopnost). V češtině se v podobném smyslu někdy rozlišují přídavná jména rozumový a rozumný.

### Platón
Pro Platóna a celou platónskou tradici je rozum nejvyšší schopností duše, která jediná má přístup k tomu, co je neměnné a věčné. Významným příkladem činnosti rozumu je matematika a geometrie. Zatímco rozum je tak obrácen k tomu, co se nemění a nepomíjí, rozvažovací schopnost řídí jako „vozataj“ dva koně vášní, dobré a zlé. Tento obraz rozumu jako „krotitele“ přirozených sklonů a vášní pak hrál ve filosofické tradici velmi důležitou roli.

### Evropská tradice
Antickou tradici převzalo evropské myšlení prostřednictvím křesťanské scholastiky a jejích pojmů ratio a intellectus. Zatímco ratio se především zabývá věčnými věcmi, intellectus rozvažuje na základě poznání i zkušenosti. Důraz na rozumové – a tedy spolehlivé – poznání stojí u kořene evropské vědy a její snahy o matematizaci skutečnosti. Myšlenka Božího nebo také světového rozumu, pevného a dokonalého řádu, který má člověk poznávat, je základem novověkého racionalismu, kdežto spíše praktická orientace britského myšlení stavěla do popředí zkušenost. Rozum se pak projevuje spíše jako intelekt, schopnost zobecňování a zacházení s pojmy na základě smyslových zkušeností (empirismus).
Immanuel Kant obnovil dvojí pojetí rozumu jako apriorního (Vernunft) a empirického či aposteriorního (Verstand), který pracuje se smyslovými zkušenostmi. Vlastní rozum však ještě rozdělil na „čistý“ (teoretický) a „praktický“ zejména proto, aby obhájil nezávislost „říše svobody“ či „říše účelů“ lidského jednání a etiky na přírodě jako „říši nutnosti“, ovládané přírodními zákony. Hegel sice uznává Kantovo rozlišení, nespokojuje se však s pojetím rozumu jen jako lidské schopnosti a vrací se ke starší představě „světového“ či absolutního rozumu, který nezávisí na jednotlivém člověku. Tento rozum ovšem u Hegela není nadčasový, nýbrž teprve vzniká a probouzí se v dějství světa a ducha. Právě tuto představu absolutního rozumu zpochybnil už Friedrich Nietzsche, zejména jí však silně otřásly války a zločiny 20. století, takže moderní filosofové hledají skromnější formy rozumu, jako je komunikativní rozum diskuse u J. Habermase a dalších.

## V katolické teologii
Pojetí rozumu v oficiální římskokatolické teologii je založeno na vztahu k víře a vůli člověka. Víra vyžaduje, aby člověk rozumem i vůlí pochopil a přijal zjevení, které Bůh uskutečnil svými činy (skutky) a slovy. Bůh hovoří k člověku skrze viditelné stvoření (smyslově vnímatelné). Hmotný vesmír se představuje rozumu člověka, aby v něm četl stopy svého Stvořitele. Víra stojí nad rozumem, ale nikdy nemůže být opravdový rozpor mezi vírou a rozumem, neboť Bůh, který zjevuje tajemství a sděluje víru, vložil také do lidského ducha světlo rozumu a tento Bůh nemůže ani popřít sám sebe a ani pravda nemůže odporovat pravdě. Tuto teorii nově obhajuje a popisuje encyklika Fides et ratio.